# Създаване и разпространение на информация и творчески продукти, далекосъобщения
Създаване и разпространение на информация и творчески продукти и далекосъобщения е един от 20-те основни отрасли на икономиката в Статистическата класификация на икономическите дейности за Европейската общност.
Секторът обхваща издаването на книги, периодични издания и музика, производството на филми и програми за радиото и телевизията, далекосъобщенията, информационните технологии и други информационни услуги.
В България към 2017 година в информационно-творческия и далекосъобщителен сектор са заети около 101 000 души, а произведената продукция е на стойност 9,29 милиарда лева.